# Kapelle (Bürgle (Bayern))

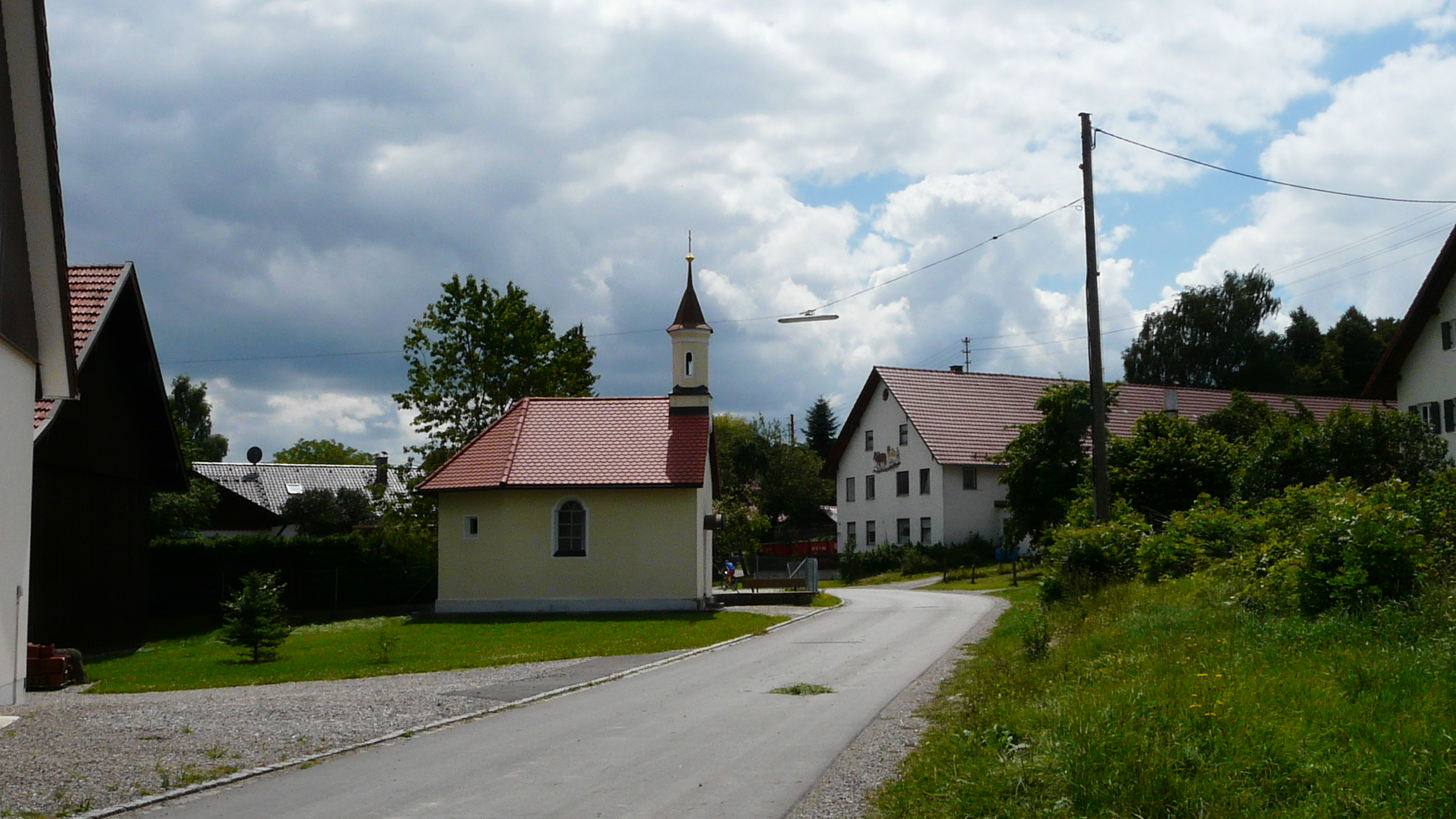
Kapelle in Bürgle, Markt Wald

Die römisch-katholische Kapelle in Bürgle, einem Ortsteil der oberschwäbischen Gemeinde Markt Wald im Landkreis Unterallgäu (Bayern), wurde in der ersten Hälfte des 18. Jahrhunderts erbaut, hat keine Messlizenz und steht unter Denkmalschutz.

## Baubeschreibung
Die Kapelle aus dem 18. Jahrhundert besteht aus einem kleinen Raum mit Flachdecke und dreiseitigem Schluss. In den Schrägachsen der Apsis sind kleine rechteckige Fenster vorhanden, die beiden Seiten des Langhauses enthalten eingezogene rundbogige Fenster. Der Zugang zur Kapelle erfolgt an der Westseite durch eine Rechtecktür. Gedeckt ist die Kapelle mit einem Satteldach mit schräg vorkragenden profilierten Sparrenköpfen aus der zweiten Hälfte des 19. Jahrhunderts. Oberhalb des Westgiebels, über dem Eingang, befindet sich ein Dachreiter mit einem quadratischen Sockel im unteren Teil, auf den ein achteckiges Oberteil mit Rundbogenöffnungen an der Nord- und Südseite aufgesetzt ist. Der Dachreiter trägt einen Spitzhelm.

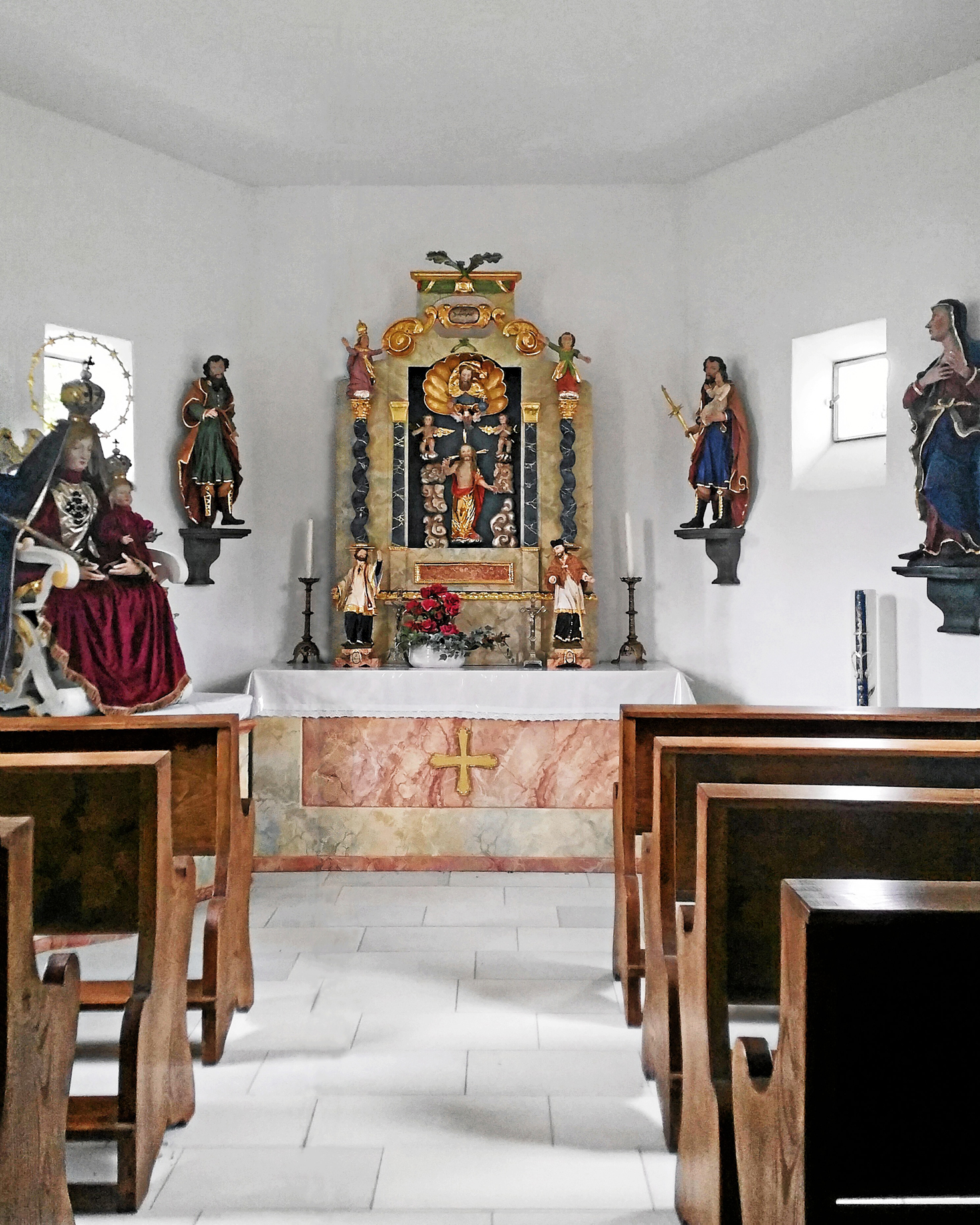
Innenraum der Kapelle

## Ausstattung
Der aus Holz gefertigte, marmorierte Altar ist eine volkstümliche Arbeit die vermutlich 1760 entstanden ist. Er besteht aus einem Kastenstipes und einem Aufbau mit zwei gewundenen Säulen, auf dem die Figuren der knienden Maria und des Evangelisten Johannes angebracht sind. In einer Nische in der Mitte des Altars ist mit einer Figurengruppe die Dreifaltigkeit dargestellt: im unteren Bereich Jesus Christus, darüber der Heilige Geist und oben zwischen Putten eine Halbfigur Gottvaters in einer Muschel. Zwei gefasste Holzfiguren des heiligen Franz Xaver und des heiligen Johannes von Nepomuk aus der Zeit um 1780 stehen auf der Mensa.
Daneben befindet sich noch eine Reihe gefasster Holzfiguren in der Kapelle. Aus der ersten Hälfte des 16. Jahrhunderts stammt die Figur des heiligen Sebastian. Aus der Mitte des 18. Jahrhunderts sind die Figuren des heiligen Josef, des heiligen Joachim, der Mater Dolorosa und die thronende Muttergottes auf weiß- und goldgefasstem Thron mit Rocailleschnitzerei und Tragestangen.

## Renovierung
Im Rahmen der Dorferneuerung erfolgte in den 2000er Jahren eine grundlegende Sanierung der Kapelle und der Ausstattung unter der Regie des Kreisheimatpflegers Toni Mayer und der Markt Walder Kirchenmalerin Petra Stefan-Kunz. Von den Bürgler Bürgern wurden rund 1000 freiwillige Arbeitsstunden geleistet und Geld gespendet. Am 1. Mai 2004 wurde die Kapelle zum Abschluss der Renovierung gesegnet.